# Assemblea Nacional (Angola)
L'Assemblea Nacional (Portuguès: Assembleia Nacional) és el poder legislatiu del govern d'Angola. L'Assemblea Nacional és un cos unicameral, amb 220 membres: 130 membres elegits per representació proporcional i 90 membres elegits per districtes provincials. En teoria, l'Assemblea és elegida per un període de quatre anys. No obstant això, després de les primeres eleccions es va dur a terme el 1992, les següents eleccions, previstes per a 1997, es va retardar en nombroses ocasions fins que finalment es va dur a terme en setembre de 2008. Les eleccions més recents es van dur a terme en 2012, després que es va aprovar una nova constitució el 2010, que augmentà considerablement el poder del president, i disminuí el de l'Assemblea Nacional, així com el del poder judicial.
L'Assemblea Nacional (també anomenada Assemblea Popular) és l'òrgan legislatiu que implementa els objectius de l'Estat, aprova legislacions i pren decisions. Les principals funcions de l'Assemblea inclouen fer modificacions a la Constitució, aprovar lleis i plans, executar els pressupostos en l'àmbit estatal i coordinar els òrgans de l'Estat. El president d'Angola és el cap de l'Assemblea. Hi ha diversos comitès temporals i permanents en l'Assemblea que ajuden en les funcions operatives i administratives de l'Assemblea.
Els representants de les assemblees provincials formen un col·legi i elegeixen als representants de l'Assemblea. L'edifici original de l'Assemblea Nacional des de 1980, també anomenat Assemblea Popular es troba a Estúdio/Restauração Cinema al districte urbà d'Ingombota. El nou edifici, inaugurat el 9 de novembre de 2015, fou plenejat el 15 d'octubre de 2009, i la construcció va començar el 17 de maig de 2010. El Moviment Popular per a l'Alliberament d'Angola - Partit del Treball (MPLA-PT) sota el president José Eduardo dos Santos va guanyar totes les eleccions des de 1980 i gaudeix de la majoria a l'Assemblea.

## Jurisdicció
El govern d'Angola es compon de tres branques de poder: executiu, legislatiu i judicial. La branca executiva del govern es compon del president, els vicepresidents i el Consell de Ministres. El poder legislatiu es compon d'una legislatura unicameral de 220 membres elegits d'ambdues circumscripcions provincials i nacionals. A causa de les guerres civils des de la independència, el poder polític s'ha concentrat en la presidència. L'Assemblea Nacional (també anomenada Assemblea Popular) és l'òrgan legislatiu que implementa objectius de l'Estat, passa legislacions i pren decisions. A més de les funcions ja descrites, també fa esmenes a la constitució, executar els pressupostos. Hi ha diversos comitès que gestionen les funcions administratives de l'Assemblea, com l'organització de les sessions, el desenvolupament d'opinions i el registre de les transaccions.

## Selecció de membres
El Parlament unicameral d'Angola va ser constituït originàriament amb 229 membres electes per un període de tres anys després de les eleccions. Poden votar tots els ciutadans d'Angola majors de 18 anys. Als ciutadans que siguin membres de grups fraccionals, tinguin antecedents penals i que estiguin rehabilitats se'ls impedeix d'exercir els seus drets de vot. Els representants de les assemblees provincials formen un col·legi i elegeixen els representants de la Casa del Parlament. Els candidats són responen als ciutadans en reunions públiques, on la seva candidatura és aprovada per una majoria a la província en què estaven nominats. Una esmena constitucional el 19 d'agost 1980 va indicar que el Consell interinament seria substituït per una assemblea popular nacional i seria elegit per 18 assemblees electes.

## Locals
L'edifici original de l'Assemblea Nacional des de 1980, també anomenada Assemblea Popular es troba a Estúdio/ Restauração Cinema al districte urbà d'Ingombota. El nou fou inaugurat el 9 de novembre 2015. És una part del Centre Polític Administrativa amb una superfície de 72.000 metres quadrats i una superfície construïda de 54.000 metres quadrats. El centre aplega el Palau Presidencial, el Palau de Justícia, el Ministeri de Defensa, Ministeri de Justícia i Drets Humans, el Palau Episcopal i les instal·lacions de l'antiga seu de l'Assemblea Nacional. La Nova Assemblea té 4.600 seients generals i 1.200 a les sales de reunions. El complex té quatre blocs cadascun amb sis plantes, un aparcament subterrani que pot acomodar 494 vehicles, dels quals 34 són reservats als VIPs. La construcció es va dur a terme per l'empresa portuguesa Teixeira Duarte, sota la supervisió de l'Oficina d'Obres Especial del Govern d'Angola. L'edifici va ser inaugurat per José Eduardo dos Santos el 10 de novembre de 2015.

## Resultats dels partits polítics
José Eduardo dos Santos va guanyar les eleccions de 1980 i 1986 i esdevingué el primer president elegit del país. En aquest moment, el país tenia un sistema unipartidista, amb el Moviment Popular per a l'Alliberament d'Angola-Partit del Treball (MPLA-PT) com a únic partit legal. Com a resultat, la majoria dels candidats eren membres del partit, i dos terços elegits en 1980 van ser renomenats a les eleccions de 1986. Va seguir la Guerra Civil angolesa amb UNITA lluitant contra el MLPA, tots dos cercant suport internacional. Jonas Savimbi (UNITA) va arribar a un acord d'alto el foc durant l'any 1989, però es va ensorrar aviat. Com a part dels seus esforços de pau, el MLPA va abandonar el marxisme-leninisme i adoptà el socialisme. En maig de 1991, Dos Sntos i Savimbi van signar un acord per una democràcia pluripartidista a Lisboa. Dos Santos guanyà les eleccions de 1992, 2008 i 2012, així com les eleccions presidencials, però es van formar diferents partits. A les primeres eleccions multipartidistes celebrades en 1992, UNITA va obtenir el 34,1 % dels vots i 70 escons. No obstant això, a les eleccions de 2008 i 2012, la seva victòria es va reduir a 16 i 32 escons respectivament, mentre que el MPLA va guanyar 191 i 175 escons respectivament.

## Presidents de l'Assemblea Nacional

### Portaveus de l'Assemblea Popular
| Nom                     | Inici mandat          | Fi mandat |
| ----------------------- | --------------------- | --------- |
| José Eduardo dos Santos | 9 de novembre de 1980 | 1992      |

### Presidents de l'Assemblea Nacional
| Nom                                 | Inici mandat           | Fi mandat              |
| ----------------------------------- | ---------------------- | ---------------------- |
| Roberto Victor de Almeida           | 1992                   | 2008                   |
| Fernando da Piedade Dias dos Santos | 30 de setembre de 2008 | 2010                   |
| Paulo Kassoma                       | 9 de febrer de 2010    | 27 de setembre de 2012 |
| Fernando da Piedade Dias dos Santos | 27 de setembre de 2012 | En el càrrec           |